# Verdin à front d'or
Espèce
Statut de conservation UICN

 LC A2c+3c+4c;C2a(i) : Préoccupation mineure
Le Verdin à front d'or (Chloropsis aurifrons) est une espèce de passereaux de la famille des Chloropseidae.

## Répartition
Cet oiseau vit en Inde, au Sri Lanka et en Asie du Sud-Est jusqu'à Sumatra.

## Description

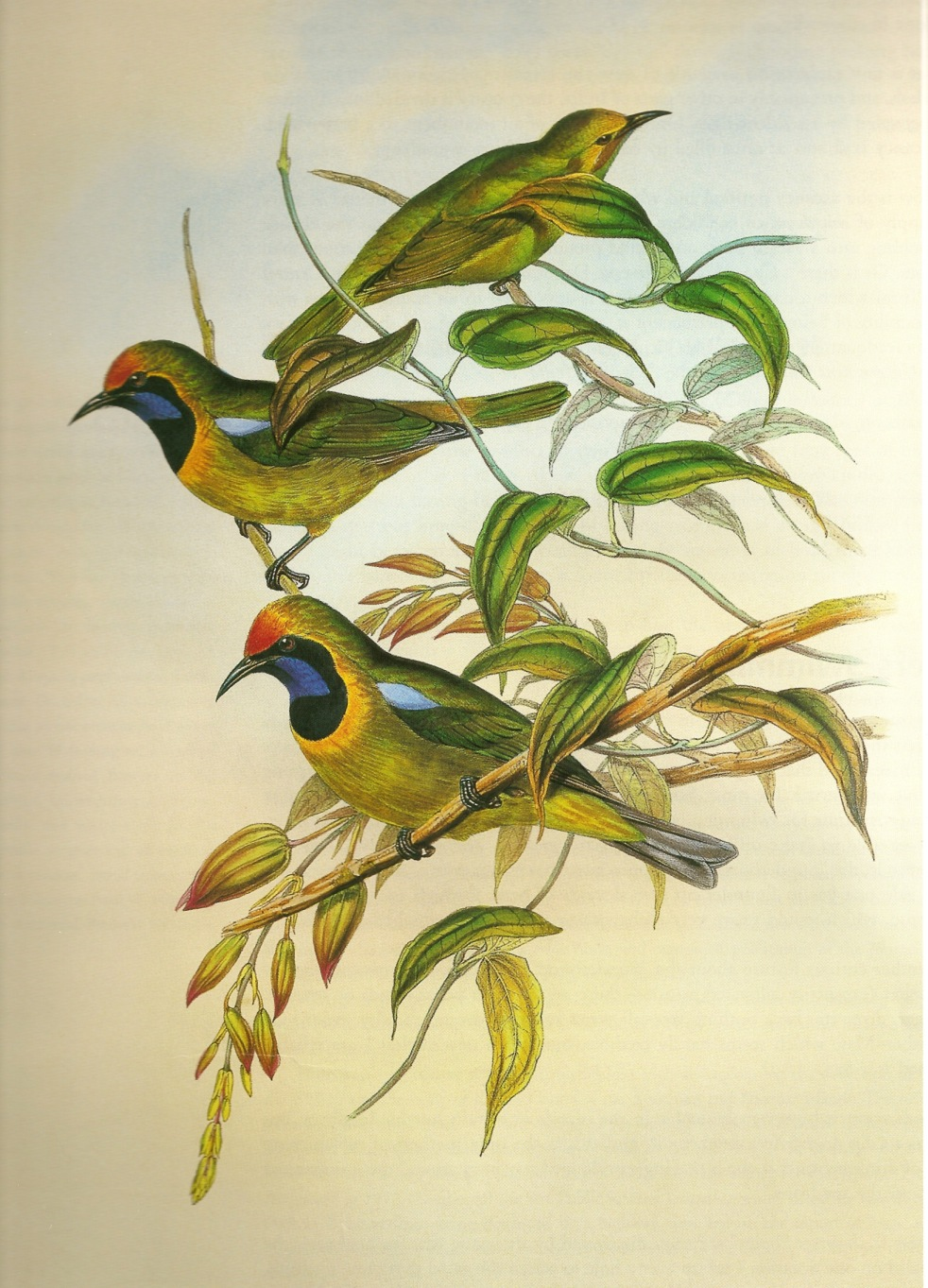

Le verdin à front d'or mesure de 17 à 20 cm et pèse 30-35 g.
Son plumage est entièrement vert clair sauf le front jaune orangé, les joues et la gorge noires, le menton bleu.
Ses sifflements sont mélodieux et il imite aussi les cris des autres oiseaux.

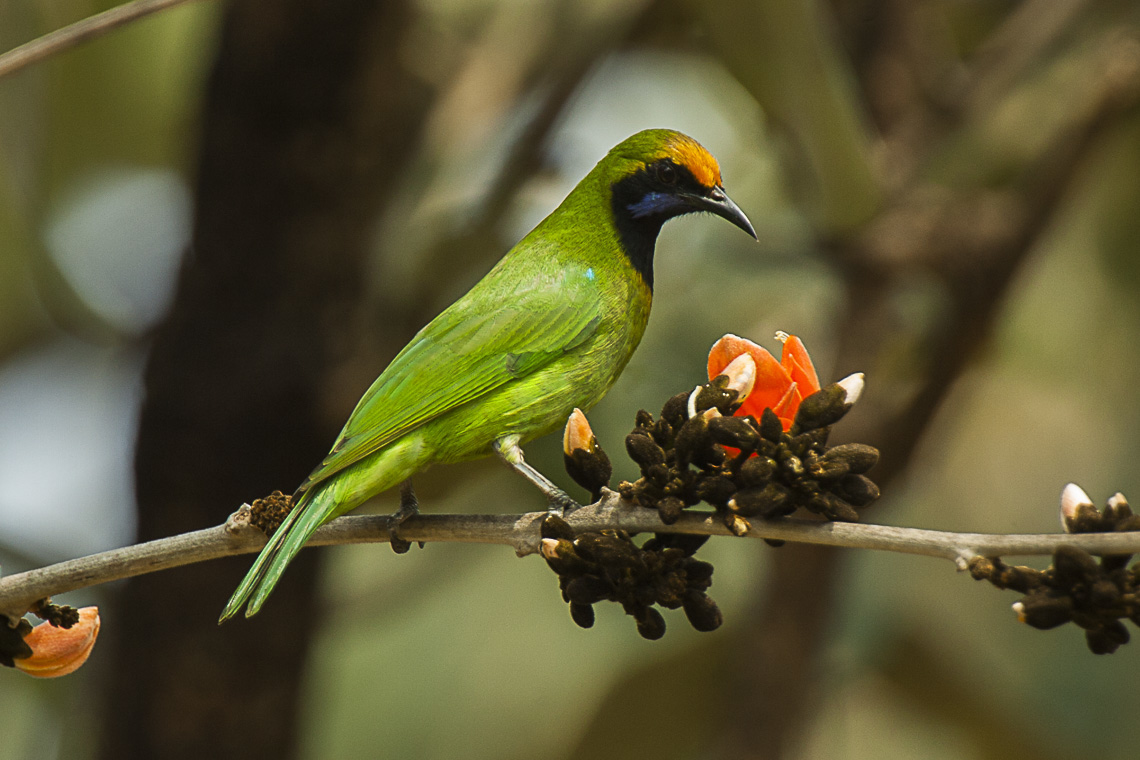
Verdin à front d'or dans un arbre Butea monosperma en fleurs.

## Habitat
C'est un oiseau des forêts et des bois tropicaux et subtropicaux, des boisements ouverts constitués d'arbres à feuilles caduques ou à feuilles permanentes, des parcelles en cours de régénération, des broussailles épaisses, des forêts denses et parfois de jungle, de zones humides des collines. Il se trouve aussi dans les jardins fleuris et les plantations fruitières.

## Nutrition
Le verdin à front d'or est omnivore.

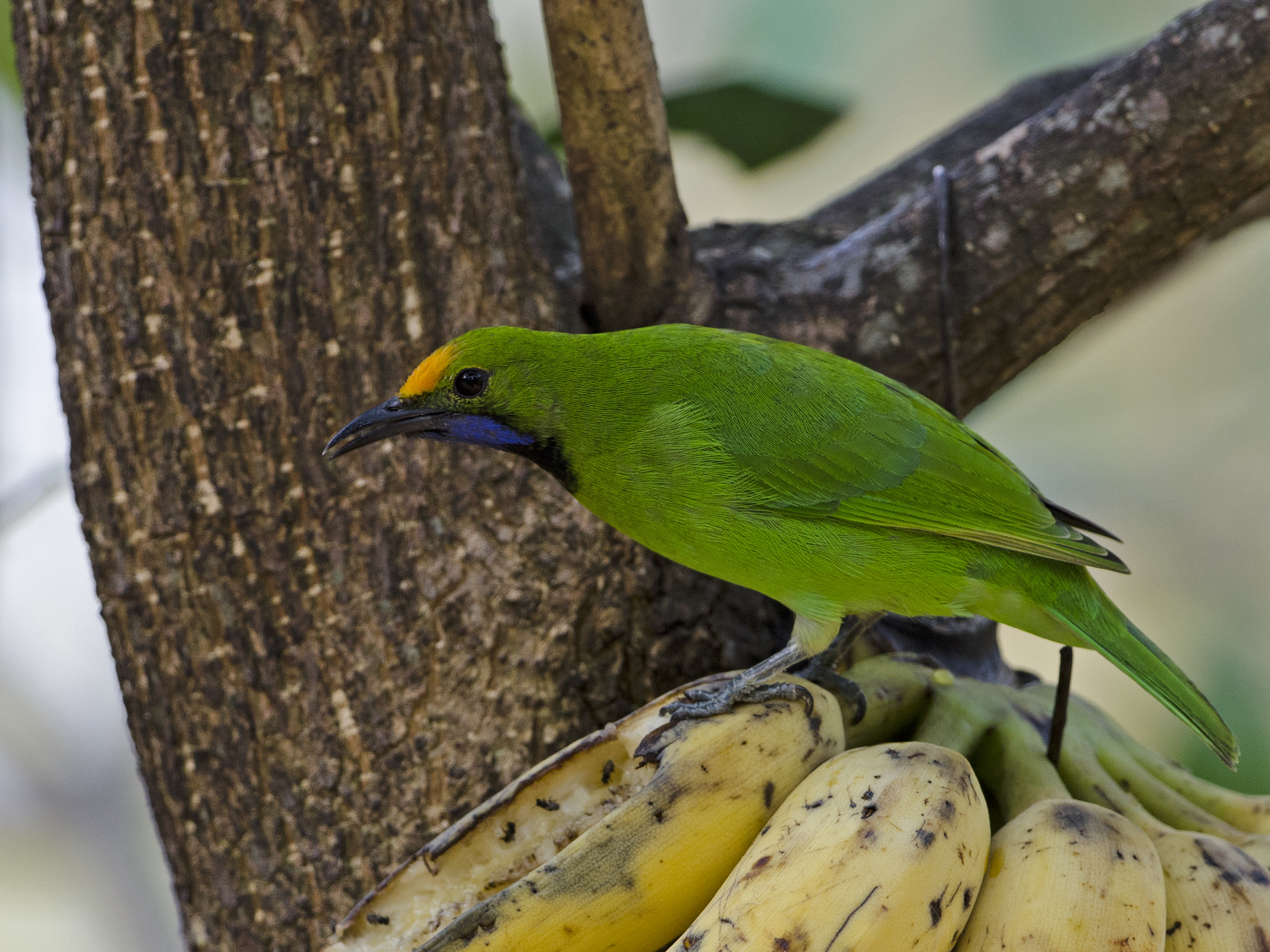
Verdin à front d'or en train de manger près du parc national de Kaeng Krachan

Il mange des baies, des insectes et des arthropodes, en particulier des fourmis ailées et des araignées.
Il boit le jus sucré des oranges et des mangues mûres. Il boit aussi du nectar provenant de nombreuses espèces de fleurs : celles des erythrina, celles des loranthus et celles des fromagers rouges (ou Kapokier rouge) (salmalia malabarica ou bombax ceiba) etc.

## Reproduction
Le verdin à front d'or vit habituellement en couple. 
La saison des amours est de mai à août. 
L'oiseau construit un nid dans un grand arbre aux fines ramures entre 9 et 12 mètres au-dessus du sol. Ce nid est en forme de coupe,désordonnée et peu profonde, construite avec de fines brindilles, des herbes, des feuilles et des mousses. Il est attaché par des lambeaux de feuilles ou des lamelles de bambous à l'extrémité de la branche extérieure d'un arbre. L'oiselle pond 2 ou 3 œufs jaune clair ornés de taches rouges. Les oisillons éclosent au bout de 12 jours et sont nourris par les deux parents.

## Évocation artistique
Le compositeur Olivier Messiaen s'est inspiré de son chant dans l'une des pièces de ses oiseaux exotiques, écrites entre 1955 et 1956.